# Pai de Todas as Bombas
Bomba Termobárica de Aviação de Poder Aumentado (ATBIP; em inglês) em russo:  Авиационная вакуумная бомба повышенной мощности (АВБПМ), Pai de todas as bombas (em inglês; Father of All Bombs (FOAB)) em russo:  "Отец всех бомб" ("Овб"), é o apelido de uma bomba termobárica russa com poder quatro vezes superior à bomba estadunidense Massive Ordnance Air Blast (MOAB; popularmente conhecida como "Mãe de todas as bombas"), fazendo dela a mais poderosa bomba não nuclear conhecida. O teste foi realizado em 11 de setembro de 2007, quando foi lançada de um Tupolev Tu-160 sobre um campo de testes. Ao descrever o poder destrutivo do "FOAB", o vice-chefe de Estado-Maior russo Alexander Rukshin foi citado dizendo, "tudo o que está vivo apenas evapora".
A bomba produz um efeito equivalente a 44 toneladas de TNT usando 7,8 toneladas de um novo tipo de autoexplosivo, além de ser menor que o artefato estadunidense, graças à nanotecnologia, e ter um raio de destruição duas vezes maior. Em comparação, a MOAB produz o equivalente a onze toneladas de TNT usando oito toneladas de autoexplosivo.
Embora o seu efeito seja comparado ao de uma bomba nuclear, ela é equivalente a apenas 0,3% do poder da bomba atômica usada contra Hiroshima.